# 方素敏
方素敏，台灣宜蘭縣人，銘傳商業專科學校畢業，民主進步黨前黨主席林義雄之妻，1980年「林宅血案」受害家屬。
1983年代表黨外，以無黨籍身份當選台灣省第一選區（北基宜）第一屆第四次增額立法委員。
1991年，方素敏與夫婿林義雄創辦慈林基金會，以「拓展國民的心靈視野，活化思辯體驗的空間，培養實踐崇高理想的能力」為宗旨。
方素敏之妹方美津是慈濟大學副校長賴滄海之妻，曾任台灣東社（花蓮）社長。

## 著作
- 2000年，《慈悲‧希望‧愛—林義雄人生行跡慈悲‧希望‧愛—林義雄人生行跡》，出版社：圓神，ISBN 9576075343
- 2002年，《白樺‧菩提‧避邪符－林義雄俄羅斯、印度日記》，出版社：圓神，ISBN 9576077915

## 外部連結
- 慈林教育基金會 （页面存档备份，存于）